# Robert Alden
Edwin Hyde Alden, znany jako Robert Alden (ur. 14 stycznia 1836, zm. 6 maja 1911) – amerykański duchowny; pionier, z którym zetknęła się i upamiętniła po latach w serii książek Domek na prerii pisarka Laura Ingalls Wilder.

## Życiorys
Urodzony w 1836 roku, w miasteczku Windsor, w stanie Vermont.
W roku 1868 założył pierwszą parafię w mieście Waseca w Minnesocie. Stamtąd zakładał kolejne w innych, nowo powstających  miasteczkach na amerykańskim Zachodzie. W 1875 roku trafił do Walnut Grove w Minnesocie, gdzie poznał rodzinę Ingallsów. Okres ten opisany jest w powieści Nad Śliwkowym Strumieniem.
Wkrótce wyruszył dalej na Zachód, aż do Terytorium Dakoty. Był między innymi Pełnomocnikiem ds. Indian, z którego został odwołany w 1878 roku za oszustwa.
W 1880 trafił w okolice tworzonego właśnie miasta De Smet, gdzie zetknął się ponownie z Ingallsami i w zamieszkiwanym przez nich Domu Geometrów odprawił pierwsze na tym terenie niedzielne nabożeństwo (powieść Nad brzegami Srebrnego Jeziora) oraz poinformował Ingallsów o możliwości kształcenie niewidomej Mary w szkole dla niewidomych w Vinton, w Iowa.
Zmarł w 1911 roku, w Chester, w Vermont.

### Życie prywatne
Dwukrotnie żonaty; najpierw z Anną Marią Whittemore, a następnie z Caroline Adams Garrison, zwaną Carrie. Miał dwoje dzieci.

## Postać literacka i filmowa
Cykl "Domek na prerii" nie jest pełną autobiografią, lecz fikcją literacką, z licznymi (większością) elementami autobiograficznymi. Z tego powodu, jego bohaterów uznaje się za postacie fikcyjne, choć inspirowane rzeczywistością.
Seria była wielokrotnie filmowana, choć postać pastora Aldena, odtwarzana przez aktora Dabbsa Greera, pojawia się jedynie w serialu Michaela Landona, z lat 1974–1983 i powstałych po jego zakończeniu trzech filmach telewizyjnych (1983–1984).